# Ruta Provincial 13 (La Pampa)
La Ruta Provincial 13 es una carretera de Argentina en la provincia de La Pampa. Su recorrido total es de 299 km. El tramo de 106 km entre la Ruta Provincial 105 y la Ruta Nacional 143, está pavimentado y pertenece a la «Ruta de la Cría».

## Recorrido
Se trata de una carretera que cruza la provincia por su centro en dirección norte-sur. Tiene como extremo norte al límite con la provincia de San Luis y como extremo sur, la ruta provincial 34 cerca del río Colorado y del límite con la provincia de Río Negro. 

### San Luis - RP 12
En este tramo, de 52,5 km, la ruta es una calzada natural que pasa al este de la localidad de Loventué. Es paralela y distante unos 10 km de la ruta provincial 105 de mayor importancia a la cual está conectada por la ruta provincial 12. 

### RP 12 - RN 143
En este tramo, de 106 km, la ruta está pavimentada. Interseca la ruta provincial 12, a 5 km de Carro Quemado, cruza la ruta provincial 14 en el paraje el Durazno y conecta con la ruta nacional 143 a unos 32,5 km al este de Cacharramendi y unos 24 km al oeste del paraje El Carancho.

### RN 143 - RP 34
En este tramo, de 141 km, la ruta es una calzada natural. Cruza la ruta nacional 152 unos 40 km al sudoeste del paraje El Carancho y unos 74 km al noreste de Puelches. En su extremo inferior, conecta con la ruta provincial 34 a unos 17 km del río Colorado sin tener puente sobre este.

## Historia
En mayo de 2015 se inauguró el pavimento del tramo RP 12 - RN 143, que es el cuarto y último tramo de la denominada «Ruta de la Cría» un corredor de unos 140 km inclusión para el oeste pampeano, creada con el fin de favorecer de manera productiva y turística a toda la zona del caldenal. La importancia de esta ruta se debe a que, hasta su pavimentación, no había ninguna ruta pavimentada con dirección norte-sur entre la nacional 35 (en el este de la provincia) hasta la nacional 151 (en el oeste), separadas por 250 kilómetros.